# L’Adultera
L’Adultera ist der erste in der Reihe der Gesellschaftsromane Theodor Fontanes und leitet somit sein Spätwerk ein.
Die Erzählung entstand zwischen Dezember 1879 und April 1880. Der Vorabdruck erfolgte noch im selben Jahr in „Nord und Süd“ Bd. 13 und 14, Heft 39 und 40, die erste Buchausgabe erschien im März 1882 bei Salo Schottländer in Breslau.

## Inhalt
Erzählt wird die Geschichte der jungen, schönen Melanie van der Straaten, geborene de Caparoux, einer Genferin, die im Alter von etwa siebzehn Jahren den um ein Vierteljahrhundert älteren Berliner Kaufmann Ezechiel van der Straaten heiratet. Aus dieser Ehe gingen zwei Töchter hervor. Die ältere, Lydia, gilt als das Ebenbild ihrer Mutter, dunkel, schlank und schön, aber im Gegensatz zu ihr immer ernst und nachdenklich. Heth dagegen, das verwöhnte Nesthäkchen, gleicht dem Vater, hat aber das Lachen und die Lebhaftigkeit der Mutter geerbt. Quasi zur Familie gehören auch Friederike von Sawatzki, genannt Riekchen, eine schrullige alte Dame, die Melanies besondere Vertraute ist, und die Klavierlehrerin Anastasia Schmidt. Beide werden Frühjahr für Frühjahr eingeladen, mit Melanie und ihren Töchtern in die Tiergartenvilla zu ziehen, die im Sommer bewohnt wird und in die van der Straaten nur selten kommt.
Die Situation könnte idyllisch sein, doch Melanie leidet unter zwei Eigenschaften ihres Mannes: Zum einen kann er sich als typischer Berliner nicht mit Bemerkungen zurückhalten, die Melanie vor allem in Gesellschaft als peinlich und unpassend empfindet. Zum anderen quält er sie häufig, obwohl zunächst kein Anlass dazu besteht, mit seiner Eifersucht oder der Vorhersage, dass sie ihm, weil es in ihrer Familie liege, eines Tages bestimmt untreu werden werde.
Dieses Motiv wird gleich zu Beginn der Erzählung eingeführt. Ezechiel hat sich eine Kopie eines Gemäldes von Jacopo-Tintoretto mit dem Titel „L’Adultera“ („Die Ehebrecherin“) anfertigen lassen, die nun geliefert wird. Melanie zeigt Mitleid mit der dargestellten Sünderin und stellt fest, dass diese zwar geweint habe, aber sicher nicht, weil sie ihre Schuld wirklich eingesehen habe, sondern nur, weil ihre Umgebung ihr immer wieder gesagt habe, wie schlecht sie sei. Die Motivwahl befremdet sie allerdings. Ezechiel erklärt, er habe sich das Bild als Mahnung kopieren lassen, um sich an den Gedanken an sein künftiges Schicksal zu gewöhnen. Dieses Schicksal könne er nicht abwenden, auch wenn er seine Frau einmauern ließe. Melanie ist von dieser Voraussage und Unterstellung alles andere als erbaut und findet vor allem die Vorstellung, dass sich Besucher ihre Gedanken über das Bildmotiv machen könnten, unangenehm. Schließlich tut sie das Ganze als Laune ihres Gatten ab.
Im Frühsommer des gleichen Jahres soll sich der Hausstand um einen Logiergast erweitern. Ezechiel van der Straaten hat sich bereit erklärt, den Sohn eines Frankfurter Geschäftsfreundes, der lange im Ausland war und nun eine Bankfiliale in Berlin gründen möchte, unter seinem Dach aufzunehmen. Melanie, mit diesem Plan konfrontiert, reagiert skeptisch, ist jedoch von der Fotografie des ordensgeschmückten jungen Ebenezer Rubehn derart angetan, dass sie im Gespräch kurz darauf gleich das Wort „Hausfreund“ fallen lässt.
Rubehn präsentiert sich ihr eines Vormittags in der Tiergartenvilla und zeigt sich gleich als das völlige Gegenteil des ungehobelten van der Straaten. Er erweist sich – Anastasia spielt eben auf dem Flügel – als Musikliebhaber und als Wagneranhänger wie Melanie selbst. Während er die volle Zustimmung der Erwachsenen findet und um einen baldigen erneuten Besuch gebeten wird, steht Melanies Tochter Lydia ihm ablehnend gegenüber. Schnell kommen Melanie van der Straaten und Ebenezer Rubehn einander näher.
In dieser Situation sieht Melanie nur eine Möglichkeit: Flucht aus dem Hause van der Straatens und ein neues Leben mit Rubehn. Unter Beihilfe der alten Dienerin Christel, die noch alles Mögliche versucht, um ihre Herrin von diesem Schritt abzuhalten, packt sie das Nötigste ein, um im Schutz der Nacht das Haus zu verlassen. Doch kaum hat sie Christel überzeugt, dass ihr Fall anders liege als der Präzedenzfall einer in die Krise geratenen und wieder geretteten Ehe, von dem die Dienerin erzählt hat, steht sie auch noch ihrem Mann gegenüber und muss auch diesem ihre Argumente darlegen. Ezechiel, um Fassung bemüht, verspricht sogar, das Kind Ebenezers wie sein eigenes zu halten und den Ehebruch seiner Frau zu decken, wenn sie nur bleibt. Melanie aber sieht in einem offenen und ehrlichen Schnitt die einzige Möglichkeit, weiterzuexistieren. Sie weigert sich, noch einen letzten Blick auf ihre schlafenden Töchter zu werfen, und verlässt ihr bisheriges Heim.

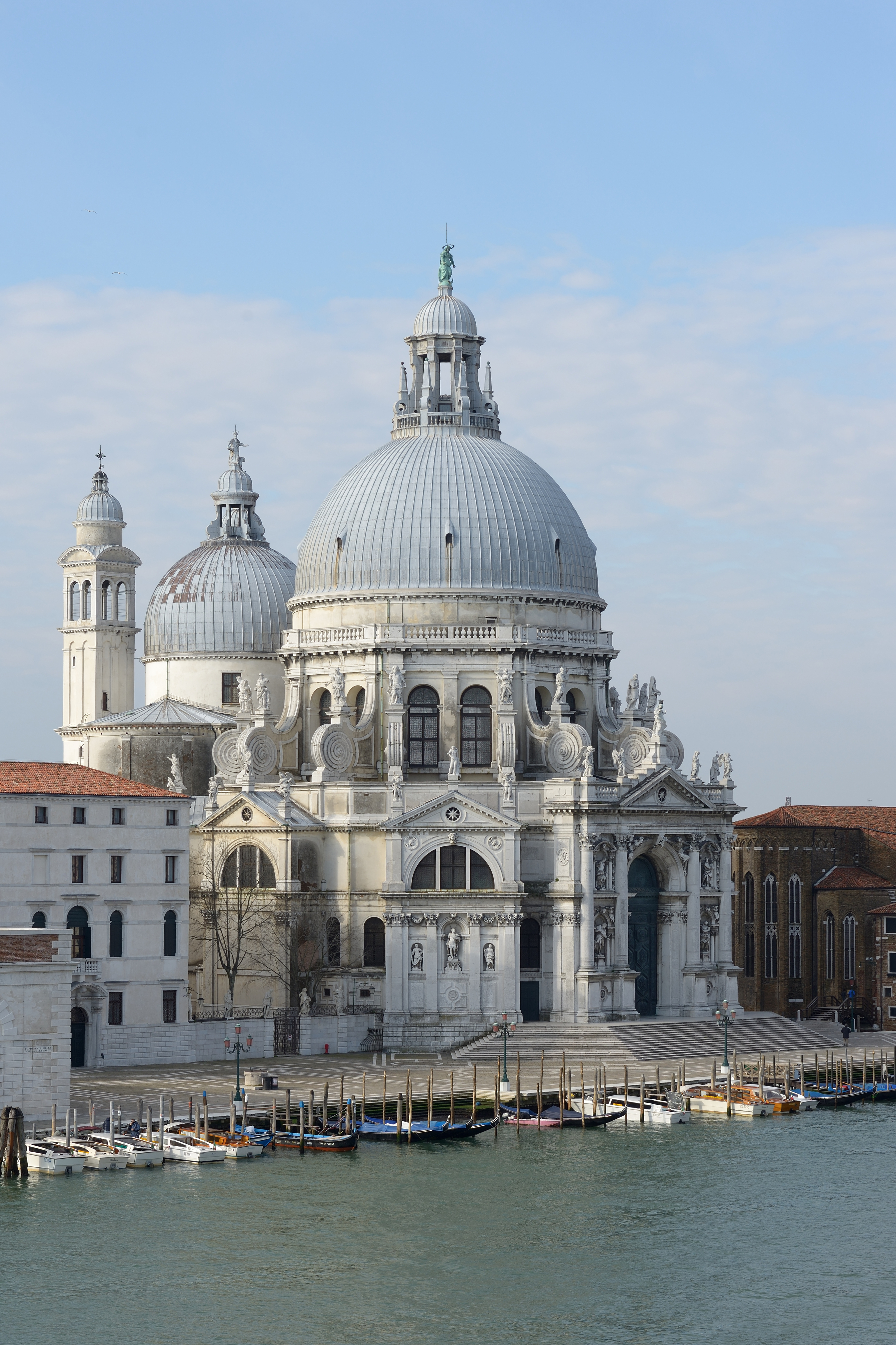
Santa Maria della Salute

Mit Ebenezer Rubehn begibt sie sich zunächst auf Reisen in den Süden, bald geplagt von Depressionen, die erst etwas nachlassen, nachdem die Scheidung von van der Straaten ausgesprochen und die Eheschließung mit Rubehn vollzogen ist. In Venedig schließlich bringt sie, unter dem Glockenläuten der Kirche Santa Maria della Salute, von der schon früher in Berlin die Rede war, ihre dritte Tochter, Aninettchen, zur Welt.
Wieder in Berlin eingetroffen, stellt sie fest, dass sie immerhin nicht vollkommen von der Gesellschaft verstoßen ist. Polizeirat Reiff beispielsweise, ein alter Bekannter aus ihrer ersten Ehe, macht seine Aufwartung. Das bucklige Riekchen, zusammen mit ihrer Schwester Jakobine, fädelt sogar ein Wiedersehen mit den älteren Töchtern ein. Dieses aber gerät zum Fiasko. Melanie, den eigenen Kindern gegenüber unsicher, findet nicht gleich die richtigen Worte, begrüßt ausschließlich Heth als ihren süßen Liebling und muss miterleben, wie Lydia die kleine Schwester packt und mit einem bitteren „Wir haben keine Mutter mehr“ aus dem Zimmer bugsiert.
Ebenezer, dem sie die Szene abends schildert, ist sichtlich abgelenkt und nicht geneigt, sich länger mit Lydias Reaktion zu beschäftigen. Es stellt sich heraus, dass er geschäftliche Sorgen hat, und wenig später muss das Bankhaus Rubehn tatsächlich den Bankrott erklären. Doch Melanie, entgegen den Erwartungen ihres Mannes, sieht dies als Chance für einen Neubeginn. Auch die letzten Parallelen ihres jetzigen mit ihrem früheren Leben werden aufgegeben; man zieht aus der großzügigen Mansardenwohnung aus, Ebenezer sucht sich eine Anstellung, Melanie selbst beginnt Musik- und Nachhilfestunden zu geben und die gerührte Gesellschaft, die bisher noch zum verlassenen Ezechiel van der Straaten gehalten hat, wendet ihre Gunst nach dieser Demonstration des Verzichts auf äußere Vorteile dem jungen liebenden Paar zu.

## Verwandtschaft mitEffi Briest
Motivisch ist L’Adultera eng mit Fontanes späterem und bekannterem Ehebruchsroman Effi Briest verwandt. Auch hier gibt es die junge Ehefrau, die geheiratet hat, ehe sie auch nur ansatzweise eine eigene Persönlichkeit entwickeln konnte, auch hier gibt es den sehr viel älteren Ehemann, der seiner jungen Gattin das Leben schwer macht, auch hier gibt es die missglückte Wiedersehensszene mit der verlassenen Tochter.
Doch hier endet die Verwandtschaft. Einmal abgesehen davon, dass Fontanes Alterswerk Effi Briest gestalterisch sehr viel reicher und feiner durchkomponiert, detaillierter in der psychologischen Gestaltung und raffinierter in seiner Verweistechnik ist, gibt es auch inhaltliche Unterschiede. Effi, die in ihrem Liebhaber, dem verheirateten Major von Crampas, freilich auch keinen neuen Lebenspartner sehen kann wie Melanie in Ebenezer Rubehn, emanzipiert sich nicht, sie entscheidet sich nicht für den offenen Konflikt mit ihrem Gatten und der Gesellschaft, sondern ihr Schritt vom Wege wird durch einen Zufall entdeckt, als man ihn schon fast als „verjährt“ bezeichnen könnte, und führt zu ihrem Verderben.
Obwohl sie, juristisch gesehen, an ihrem Schicksal selbst schuld ist, hat sie die volle Sympathie des Lesers, während ihr Gatte Innstetten, der sie durch Spukerzählungen zu „erziehen“ und von Fehltritten abzuhalten versucht hat, von einer Leserin zur Zeit Fontanes als „Ekel“ bezeichnet wurde. Mag dies auch eine zu einseitige Sichtweise auf den betrogenen Gatten sein, so muss man dennoch feststellen, dass Ezechiel van der Straaten die Gunst der Leserschaft leichter gewinnt als Innstetten. Er hat die Bonhomie und Menschlichkeit eines Treibel, schätzt wie dieser die Welt realistisch ein und begegnet seinem Schicksal infolgedessen mit einem zumindest scheinbaren Gleichmut, den die romantischer veranlagte Melanie für Oberflächlichkeit halten muss, der aber im Grunde einer vernünftigen Geisteshaltung entspricht. Dazu verfügt er über Kunstverstand, den er salopp herunterspielt. Mit ihm ließe es sich eigentlich, wie mit dem alten Briest, durchaus leben, zumal er seine Gattin nicht, wie Innstetten, in ein tristes hinterpommersches Provinzstädtchen verpflanzt und der Langeweile ausgeliefert hat, sondern ihr alles bietet, was sie nur erwarten kann. Umgekehrt erscheint Melanies „Zwangslage“ – so wird die Ehe einmal generell in „Effi Briest“ bezeichnet – vor diesem Hintergrund als nicht so zwingend und einleuchtend wie die der lufthungrigen und abwechslungsbedürftigen Effi in Kessin. Mag man Melanies ehrliche und kompromisslose Haltung auch anerkennen, so wirkt doch andererseits das schon den Kitsch streifende Happy End von L’Adultera sehr viel weniger überzeugend als Effis trauriges Ende im Heliotropbeet.
Andererseits ist Melanie van der Straaten wohl die einzige Frauenfigur Theodor Fontanes, die, entgegen den Gepflogenheiten ihrer Zeit, ihr Schicksal selber in die Hand nimmt und sich mit sämtlichen Konventionen, die sie einengen, überwirft.

## Die Ravenés
Fontane hatte, als er L’Adultera schrieb, einen realen Fall vor Augen: Louis Fréderic Jacques Ravené war von seiner Frau Therese Elisabeth Emilie Ravené, einer geborenen von Kusserow (1845–1912) wegen eines jüngeren Mannes (Gustav Simon 1843–1931) verlassen worden. Einen Monat nach dem Tod Ravenés am 28. Mai 1879 las Fontane in der Vossischen Zeitung (für die er damals selbst schrieb) über die Versteigerung der Pflanzensammlung aus dem Nachlass. Außerdem kannte er über seine Ehefrau die Familienumstände oberflächlich, da eine Freundin Emilie Fontanes den Sohn Ravenés erzog, und übernahm einige reale Eckdaten. Später wehrte er sich gegen die Unterstellung, mit L’Adultera einen Schlüsselroman geschrieben zu haben. In einem Brief an Joseph Viktor Widmann schrieb er am 27. April 1894: Ich habe das Ravenésche Haus nie betreten, habe die schöne junge Frau nur einmal in einer Theaterloge, den Mann nur einmal in einer Londoner Gesellschaft und den Liebhaber (einen Assessor Simon) überhaupt nie gesehn […] Verwunderlich war nur, daß auch in Bezug auf die Nebenpersonen alles, in geradezu lächerlicher Weise, genau zutraf. Aber das erklärt sich wohl so, daß vieles in unsrem gesellschaftlichen Leben so typisch ist […]

## Das Gemälde

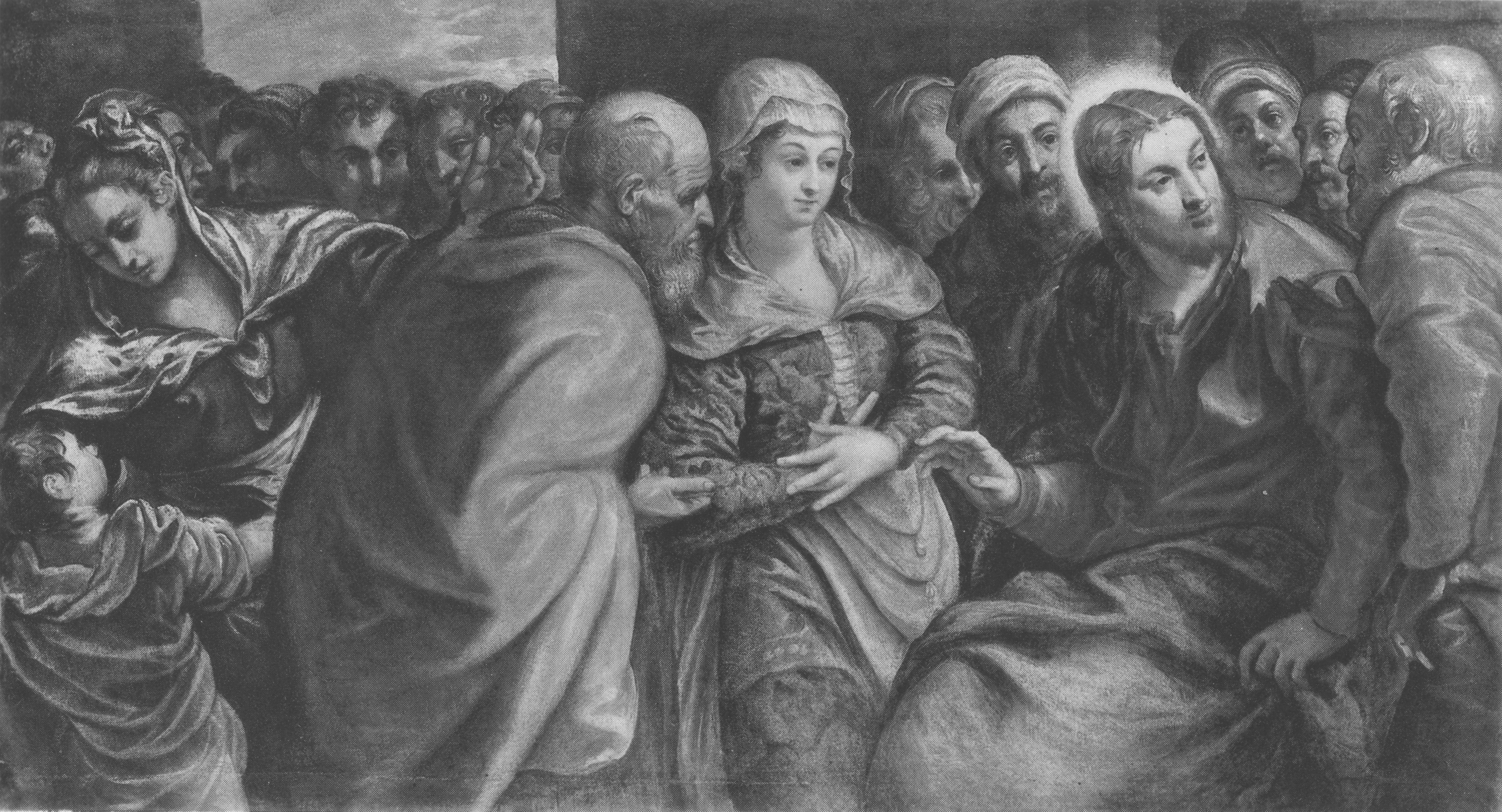
Hans Rottenhammer: Cristo e l’adultera.

Die Szene Jesus und die Ehebrecherin aus dem Evangelium nach Johannes (8,1-11 ) wurde von vielen Künstlern gemalt. Mehrere Ausführungen dieses Motivs schrieb man dem italienischen Maler Jacopo Tintoretto zu. Eines dieser Bilder, das sich noch heute in der Accademia von Venedig befindet, wurde von Fontane als Motiv im Roman genutzt. Vor dem Einsatz dieses Bildes hatte Fontane sich auf eine spätere Ausführung Tintorettos in der Dresdner Gemäldegalerie Alte Meister bezogen.
Mittlerweile fand die italienische Kunsthistorikerin Paola Rossi heraus, dass es sich bei dem Gemälde aus Venedig um ein Werk des Augsburger Künstlers Hans Rottenhammer handelt, welches bis Ende des 19. Jahrhunderts irrtümlich Tintoretto zugeschrieben wurde.

## Ausgaben
- Theodor Fontane: L'Adultera. Novelle. Hrsg. von Gabriele Radecke. Berlin 1998 (Große Brandenburger Ausgabe, Das erzählerische Werk, Bd. 4). ISBN 3-351-03116-5
- Theodor Fontane: L’Adultera. Novelle. Nachwort und Anmerkungen von Frederick Betz. Reclam, Stuttgart 1983, ISBN 3-15-007921-7, Nachdruck 2019.

## Verfilmung
1982 führte Thomas Langhoff Regie bei der Fernseh-Adaption Melanie van der Straaten mit Kurt Böwe und Christian Steyer in den männlichen Hauptrollen.
1991: Spiel mit dem Feuer (Regie: Dagmar Damek), mit Birgit Doll, August Zirner und Hans Peter Hallwachs